# Люди-кошки (фильм, 1942)
«Люди-кошки» (англ. Cat People, 1942) — американская фантастическая драма режиссёра Жака Турнёра, первый из серии триллеров 1940-х годов, спродюсированных Вэлом Льютоном.
Премьера фильма состоялась 6 декабря 1942 года, а его широкий прокат начался 25 декабря того же года. Рекламным слоганом фильма была фраза «Поцелуй меня — я загрызу тебя до смерти!»
Кассовые сборы в США — около 4 миллионов долларов.

## Сюжет
Молодой инженер Оливер Рид (Кент Смит) знакомится в зоопарке возле клетки с чёрным леопардом с удивительно красивой девушкой, эмигранткой из Сербии Иреной Дубровной (Симона Симон). У них завязывается роман, затем они становятся мужем и женой. Но Ирена боится, что её близость с Оливером может разбудить древнее проклятие её рода — по рассказанной ею легенде, во время турецкой оккупации жители её родной деревни обратились к дьяволопоклонству и приобрели способность превращаться в минуты ярости и страсти в огромных кошек. Из-за страха перед этим проклятием она отказывает мужу в близости.
Оливер считает, что у Ирены не в порядке психика и советует ей обратиться к психоаналитику, доктору Луису Джадду (Том Конуэй). Тот пытается рационализировать страхи Ирены, её лечение движется успешно. Однако Оливер неожиданно для себя влюбляется в свою коллегу Элис Мур (Джейн Рэндолф), и она отвечает ему взаимностью. Ирена начинает что-то подозревать и принимается преследовать Элис. Та слышит в темноте рычание зверя и видит странные тени, её купальный халат располосован когтями огромной кошки. Элис обращается к доктору Джадду и предупреждает его, что Ирена может быть опасна. Джадд успокаивает её, показывая, что вооружён тростью со спрятанным внутри клинком.
Оливер признается Ирене, что он и Элис любят друг друга, и предлагает Ирене развод. Та впадает в депрессию. Доктор Джадд, который успел полюбить Ирену, пытается её успокоить и целует девушку, которая после этого преображается в чёрного зверя и убивает доктора. Ускользнув из квартиры, Ирена отправляется в зоопарк и открывает клетку с чёрным леопардом. Зверь, выпрыгнув из клетки, убивает её, и Оливер с Элис становятся свидетелями того, как мёртвое тело Ирены превращается в труп огромной чёрной кошки.

## В ролях
- Симона Симон — Ирена Дубровна-Рид
- Кент Смит — Оливер Рид
- Джейн Рэндолф — Элис Мур
- Том Конуэй — доктор Луис Джадд
- Джек Холт — коммодор
- Алан Напье — Док Карвер (в титрах не указан)
- Тереза Харрис — Минни (в титрах не указана)
- Элизабет Рассел — женщина, похожая на кошку

## Интересные факты
- Именно этот фильм ввёл в практику приём, когда нагнетание напряжённости не приводит к пугающему событию, а заканчивается «пшиком». Этот приём в практике Голливуда с тех пор называется «автобус», так как в одной из сцен «Людей-Кошек», когда Элис идёт по ночной улице, зритель слышит что-то вроде кошачьего шипения и ожидает, что сейчас на женщину нападет пантера, а звук оказывается шумом мотора подъезжающего автобуса.
- По ходу фильма первоначально нигде не предполагалось показывать Ирену, превратившуюся в зверя. Когда студийный супервайзер Лу Остроу потребовал, чтобы в соответствующих сценах фильма появилась пантера, Жак Турнёр отказался это требование выполнять, и Остроу приказал уволить режиссёра. Вэлу Льютону удалось замять скандал тем, что сцена с нападающей пантерой была снята, но при пониженном свете и в итоге разглядеть зверя среди теней на экране было совершенно невозможно.
- Фильм так долго не сходил с экранов, что некоторые критики, первоначально картину ругавшие, затем посмотрели его снова и поправили свои рецензии на более позитивные[2].
- В 1944 году на экраны вышло продолжение этого фильма — «Проклятие людей-кошек» (The Curse of the Cat People).
- В 1982 году был снят ремейк — фильм режиссёра Пола Шредера «Люди-кошки» (Cat People). Сюжет в ремейке был существенно изменён, а главные роли сыграли Настасья Кински и Малкольм Макдауэлл.
- В 1993 году фильм, как имеющий большое художественное значение, был внесен в Национальный кинореестр США.
- Данный фильм пересказывается в романе «Поцелуй женщины-паука» аргентинского писателя Мануэля Пуига.